# Karel Hynek Mácha
Karel Hynek Mácha (Praga, 16 novembre 1810 – Litoměřice, 5 novembre 1836) è stato uno scrittore ceco.

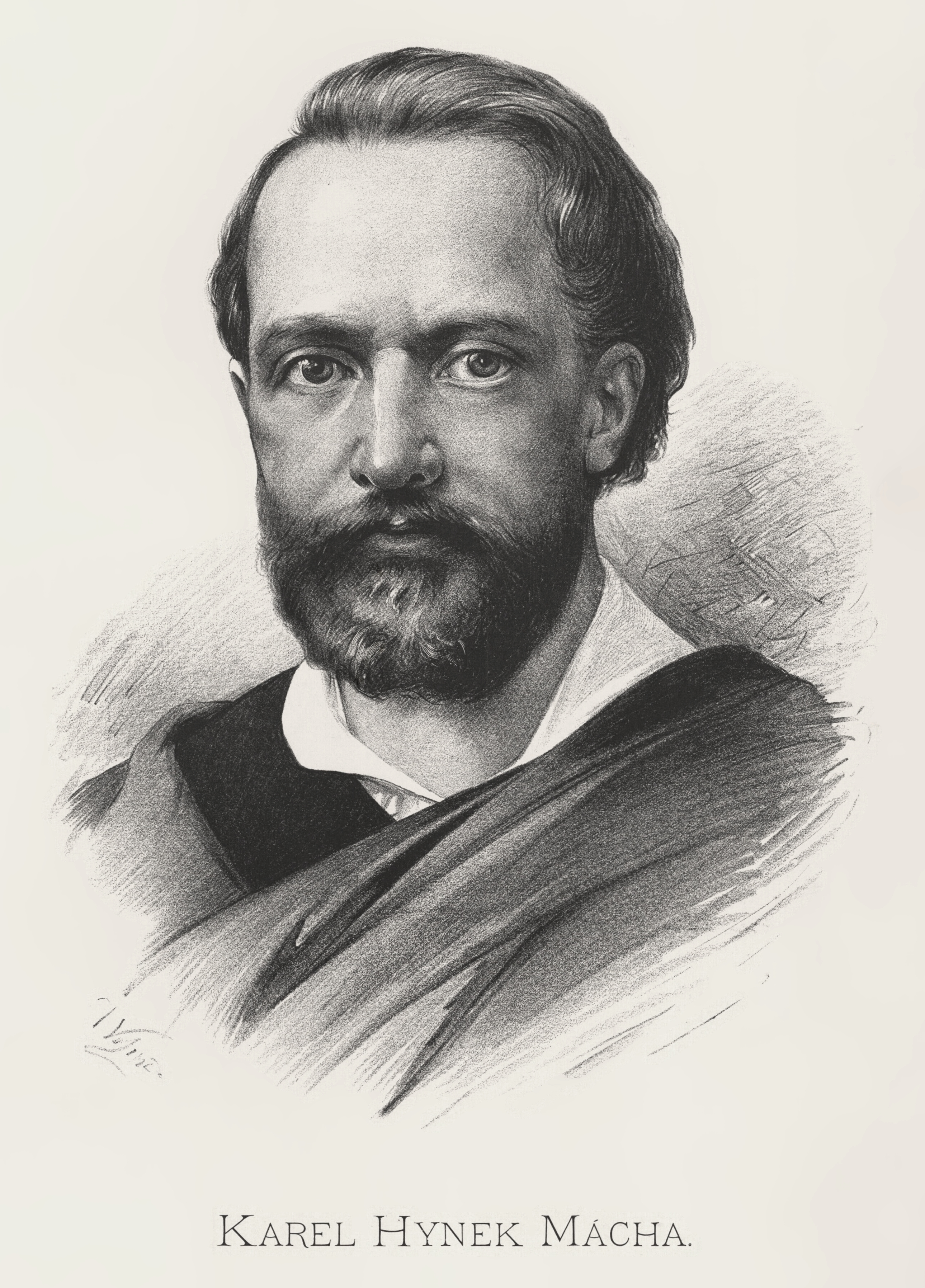
Karel Hynek Mácha

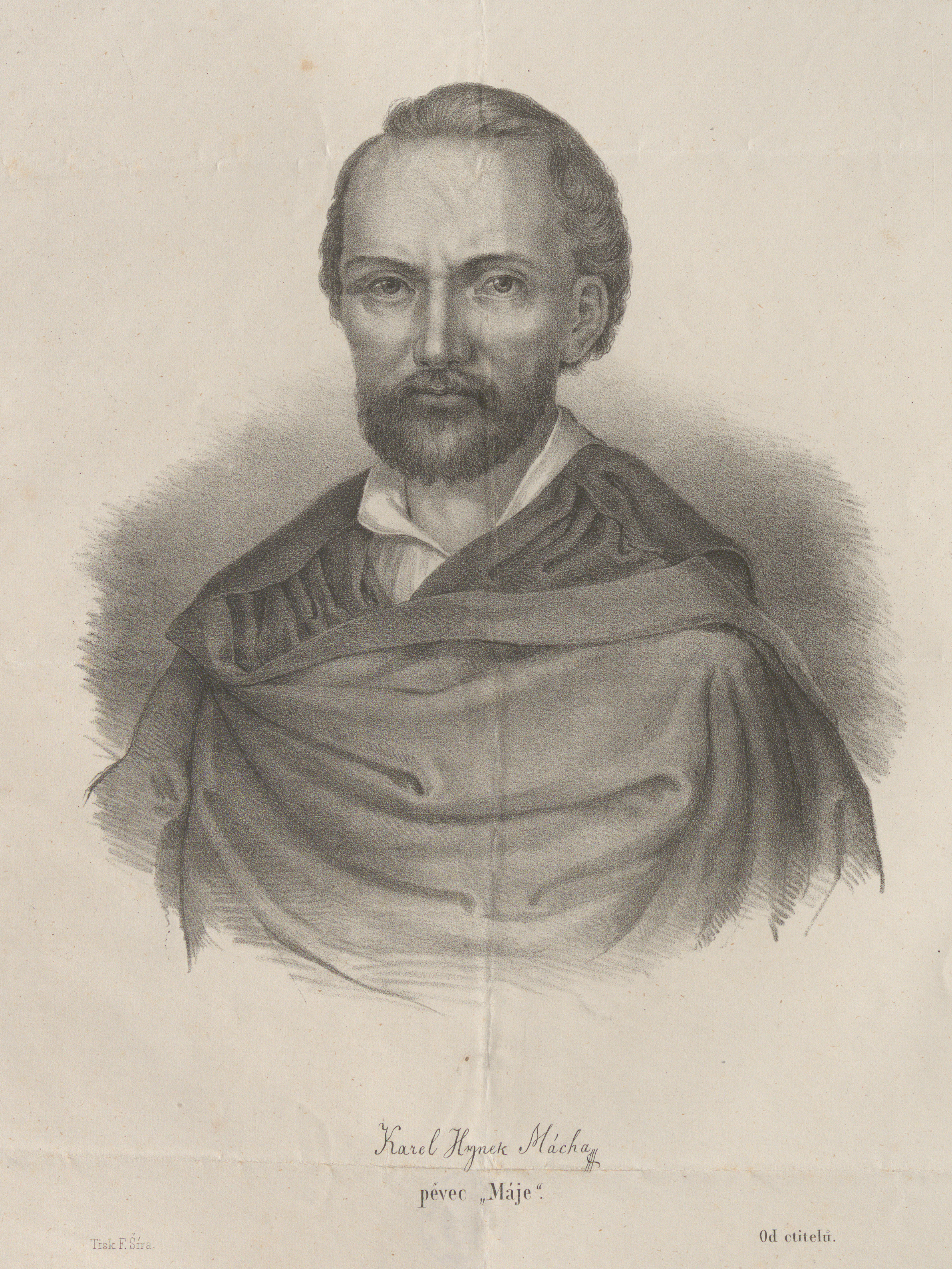
Ritratto di Karel Hynek Mácha

Il maggiore rappresentante del Romanticismo ceco.

## Biografia
Karel Hynek Mácha nacque a Praga, nel quartiere di Malá Strana, il 16 novembre 1810. La madre proveniva da una famiglia di musicisti e il padre era un mugnaio trasferitosi a Praga dalla campagna.
Fra il 1824 e il 1830 studiò in un liceo tedesco, anche se la sua lingua madre era il ceco. Dopo la maturità si iscrisse alla facoltà di filosofia, che tuttavia abbandonò dopo poco per dedicarsi allo studio della giurisprudenza. Terminati gli studi nel 1836, cominciò a lavorare come apprendista avvocato.
Oltre a studiare, Mácha recitava a teatro e frequentava i castelli della Boemia.
Dopo la perdita dell'amata Marinka Štichová, che ebbe un notevole influsso sulla sua poetica pessimistica e pervasa dalla morte, Mácha si innamorò di Eleonora Šomková, dalla quale ebbe un figlio. Tre giorni prima delle sue nozze con Šomková, poche settimane dopo aver iniziato a lavorare come assistente legale, Mácha si sforzò troppo aiutando a spegnere un incendio e poco dopo morì a soli 25 anni. Non è noto per cosa fosse avvenuto il decesso: alcune fonti affermano che la causa della sua morte fu la polmonite e il verbale ufficiale indica come causa della morte di Mácha una forma più lieve di colera caratterizzata da conati di vomito e diarrea.
La sua morte ispirò un'elegia di Karol Štúr, intitolata Pouť mladého pěvce.

## L'opera
Pare che Mácha fosse un grande lettore e le sue influenze letterarie varie: dal romanticismo polacco a quello inglese e tedesco, da Shakespeare alla letteratura cavalleresca. Ma ad influenzare la sua opera non sono stati solo elementi letterari: Mácha trovava infatti grande ispirazione nella natura, nei paesaggi e nei castelli, tutti elementi che ricorrono nelle sue opere.
La sua opera più nota è "Maggio" (1836, Máj), un poema dallo stile complesso, ricco di suggestioni romantiche, di metafore, di ossimori. Fra le altre opere, sia di poesia che di prosa, vi sono "Gli zingari", "Marinka", "Il pellegrinaggio a Krkonoše".